# ほさか夏子
ほさか 夏子（ほさか なつこ、1956年 - ）は、日本の歌手。山梨県山梨市出身。O型。

## 来歴
1980年から1990年まで保坂夏子で、銀座の老舗シャンソニエ「銀巴里」を中心に活躍。美輪明宏や金子由香利等の前座を務めた。
1982年、DISQUE銀巴里からアルバム「愛をもとめて」をリリース。銀巴里閉店後、歌手活動休止。
2010年、ほさか夏子で活動を再開。

## 作品

### LPアルバム
- 1982年10月 愛をもとめて

### DVD+CD
- 2016年5月 調剤室コンサート
- 2017年2月 NHKK なつこほさかをきけ! Live at MANDALA

### シングルCD
- 2018年10月 その人は（original)